# أوناين (أفرنعمان)
أوناين هو دُوَّار يقع بجماعة بني منصور، إقليم شفشاون، جهة طنجة تطوان الحسيمة في المملكة المغربية. ينتمي الدوّار لمشيخة أفرنعمان التي تضم 7 دواوير. يقدر عدد سكانه بـ 486 نسمة حسب الإحصاء الرسمي للسكان والسكنى لسنة 2004.

## روابط خارجية
- البوابة الوطنية للجماعات الترابية
- المندوبية السامية للتخطيط